# Asarum lutchuense
Asarum lutchuense là một loài thực vật có hoa trong họ Aristolochiaceae. Loài này được T.Itô mô tả khoa học đầu tiên năm 1941.